# Madonna della Vittoria (Mantegna)
Madonna della Vittoria je slika italijanskega renesančnega slikarja Andrea Mantegne, naslikana leta 1496.

## Zgodovina
6. julija 1495 se je francoska vojska Karla VIII., ki se je umikala iz Italije po francoski invaziji 1494–1498, v bitki pri Fornovem borila z italijansko ligo. Liga, ki ji je poveljeval Francesco II. Gonzaga, vladar Mantove, je bila sestavljeno iz številnih nacionalnih držav, odločenih preprečiti francosko prevlado v Italiji, in je vključevala Sveto rimsko cesarstvo, Španijo, Benetke, Milano in papeške države, ki jih je nadzoroval papež Aleksander VI. Čeprav je Liga izgubila veliko vojakov, so ujeli več vojakov kot Francozi; prav tako so izterjali skoraj ves plen, ki so ga Francozi pridobili med svojo štiriletno invazijo.
Med posebej cenjenimi predmeti so bili čelada, meč in pečat Karla VIII., pa tudi knjiga s portreti dam, katerih naklonjenost je užival med invazijo. Med Francescovo odsotnostjo iz Mantove je judovski bankir Daniele da Norsa kupil hišo v mestni četrti San Simone in podobo Device Marije, ki je okrasila njeno fasado, zamenjal z lastnim grbom. Regent Sigismondo Gonzaga mu je ukazal, naj obnovi upodobitev. Čeprav se je Daniele strinjal s tem, je prebivalstvo, razžarjeno z antisemitskim občutkom, uničilo njegovo hišo.
Ko se je Francesco vrnil, je Danieleja prisilil, da je financiral kapelo in nabožno sliko. Sliko naj bi izdelal mantovski dvorni slikar Mantegna, slovesno pa so jo odprli leta 1496 na obletnico vojvodove zmage pri Fornovem. Delo je bilo postavljeno v cerkev Santa Maria della Vittoria, ki je bila zgrajena nad ruševinami hiše Daniele da Norsa.
Slika je bila eno izmed del, ki so jih Francozi izropali med napoleonsko invazijo na Italijo, in je od leta 1798 razstavljena v Louvru. Slika ni bila nikoli vrnjena; izgovor je bil, da bi njena velikost otežila prevoz. Prisotnost velikega rumenočopastega kakaduja na sliki preiskujejo zgodovinarji, ker ima lahko posledice na naše razumevanje trgovskih mrež iz 15. stoletja.

## Opis
Oltarna slika prikazuje Francesca Gonzago, ko se pokloni Mariji, ki sedi na visokem prestolu, okrašenem z marmornatimi intarzijami in bas reliefi. Dno prestola z levjimi tacami ima v medaljonu napis REGINA / CELI LET./ALLELVIA (Kraljica nebes, veseli se, Aleluja); leži na krožni bazi z reliefom Izvirnega greha in drugimi zgodbami iz 1. Mojzesove knjige, ki jih delno zakrivajo figure, ki molijo. Na hrbtni strani prestola je velik sončni disk, okrašen s tkanino in steklastimi biseri.
Otrok Jezus, ki ima dve rdeči roži (simbol pasijona) in Marija pogledata Francesca Gonzago, ki kleči in ima hvaležen in nasmejan izraz, medtem ko prejema blagoslov. Zaščito, ki je bila Gonzagi dana med bitko, simbolizira tudi Marijin plašč, ki delno pokriva njegovo glavo. Nasproti darovalca sta sv. Janez Krstnik s križem z običajno kartušo z napisom ECCE / AGNVS / DEI ECCE / Q [VI] TOLL / IT P [ECCATA] M [VNDI] (Glejte Jagnje božje, ki odvzema grehe sveta) in njegova mati, sveta Elizabeta, zaščitnica Isabelle d'Este, žene Francesca Gonzage. Izbira svete Elizabete na mestu pokroviteljice je bila morda izbrana kot dvorno sporočilo Norsiju, ki je moral plačati za to delo kot kazen za odstranitev podobe Madone iz njegove hiše. Za razliko od Norseja naj bi sveta Elizabeta, ki je v rumenem turbanu zastopana kot Judinja, prva prepoznala Marijino svetost.
Ob straneh sta dva para stoječih svetnikov: v ospredju sta dva vojaška svetnika, nadangel sveti Mihael z mečem in sveti Longin z zlomljenim kopjem, ki sta si nadela bogato okrašene oklepe; za njima sta sveti Andrej, zavetnik Mantove, z dolgo palico s križem in sveti Jurij, še en vojaški svetnik, s čelado in dolgo rdečo sulico.
Prizor je postavljen v apsido, ki jo tvori pergola listov, cvetov in plodov z več pticami; okvir pergole ima na vrhu lupino (atribut Device kot nove Venere), iz katere visijo niti koralnih biserov in kamnitih kristalov ter velik kos rdeče korale, kar je še en namig na Jezusov pasijon. Papiga je komentar na Jezusovo rojstvo.